# Melicope
Melicope es un género con 306 especies de plantas de flores perteneciente a la familia Rutaceae. 

## Especies seleccionadas
- Melicope adscendens (H.St.John & Hume) T.G.Hartley & B.C.Stone
- Melicope anisata (H.Mann) T.G.Hartley & B.C.Stone[1]
- Melicope balloui (Rock) T.G.Hartley & B.C.Stone
- Melicope bonwickii (F.Muell.) T.G.Hartley
- Melicope borbonica (Bory) T.G.Hartley
- Melicope christophersenii (H.St.John) T.G.Hartley & B.C.Stone
- Melicope cinerea A.Gray
- Melicope clusiifolia (A.Gray) T.G.Hartley & B.C.Stone[2][3]
- Melicope contermina C.Moore & F.Muell.
- Melicope cruciata (Heller) T.G.Hartley & B.C.Stone
- Melicope cucullata (Gillespie) A.C.Sm.
- Melicope degeneri
- Melicope elleryana (F.Muell.) T.G.Hartley
- Melicope fatuhivensis (F.Brown) T.G.Hartley & B.C.Stone
- Melicope haleakalae (B.C.Stone) T.G.Hartley & B.C.Stone
- Melicope haupuensis (H.St.John) T.G.Hartley & B.C.Stone
- Melicope hawaiensis (Wawra) T.G.Hartley & B.C.Stone
- Melicope hayesii
- Melicope indica Wight
- Melicope jugosa T.G.Hartley
- Melicope kaalaensis (H.St.John) T.G.Hartley & B.C.Stone
- Melicope knudsenii (Hillebr.) T.G.Hartley & B.C.Stone
- Melicope littoralis
- Melicope lydgatei
- Melicope macropus (Hillebr.) T.G.Hartley & B.C.Stone
- Melicope makahae (B.C.Stone) T.G.Hartley & B.C.Stone
- Melicope micrococca (F.Muell.) T.G.Hartley
- Melicope mucronulata (H.St.John) T.G.Hartley & B.C.Stone
- Melicope munroi (H.St.John) T.G.Hartley & B.C.Stone
- Melicope nukuhivensis (F.Brown) T.G.Hartley & B.C.Stone
- Melicope obovata (H.St.John) T.G.Hartley & B.C.Stone
- Melicope obtusifolia DC.
- Melicope orbicularis (Hillebr.) T.G.Hartley & B.C.Stone
- Melicope ovalis (H.St.John) T.G.Hartley & B.C.Stone
- Melicope pallida (Hillebr.) T.G.Hartley & B.C.Stone
- Melicope paniculata (H.St.John) T.G.Hartley & B.C.Stone
- Melicope polybotrya (C.Moore & F.Muell.) T.G.Hartley
- Melicope puberula (H.St.John) T.G.Hartley & B.C.Stone
- Melicope quadrangularis (H.St.John & Hume) T.G.Hartley & B.C.Stone
- Melicope reflexa (H.St.John) T.G.Hartley & B.C.Stone
- Melicope revoluta Florence
- Melicope saint-johnii (Hume) T.G.Hartley & B.C.Stone
- Melicope sandwicensis (Hook. & Arn.) T.G.Hartley & B.C.Stone
- Melicope simplex – Poataniwha
- Melicope sororia T.G.Hartley
- Melicope subunifoliolata (Stapf) T.G.Hartley
- Melicope tahitensis Nadeaud
- Melicope ternata J.R.Forst. & G.Forst.
- Melicope vitiflora (F.Muell.) T.G.Hartley
- Melicope waialealae (Wawra) T.G.Hartley & B.C.Stone
- Melicope wawraeana (Rock) T.G.Hartley & B.C.Stone
- Melicope xanthoxyloides (F.Muell.) T.G.Hartley
- Melicope zahlbruckneri (Rock) T.G.Hartley & B.C.Stone[4][5]